# صموئيل ك. جينينغز
صموئيل ك. جينينغز (بالإنجليزية: Samuel K. Jennings)‏ هو طبيب أمريكي، ولد في 1771، وتوفي في 1854.